# Irmão Lawrence
Irmão Lourenço da Ressurreição, nome religioso de Nicolas Herman (1614 - 1691), francês, da Ordem Carmelita, conhecido por sua grande santidade e extrema humildade. Suas explanações e cartas foram publicadas, mais tarde, sob o título, A Prática da Presença de Deus, e são até hoje um dos maiores clássicos da literatura mística cristã.

## Sua Obra
Sua obra mostra uma forma de compreender e se relacionar com Deus totalmente diferente. Para ele, a prática de estar na presença de Deus era um exercício da vontade - pequenas decisões que se tomavam continuamente para tornar Deus presente em todos os momentos, desde uma oração propriamente dita, até mesmo uma simples caminhada, o catar de um graveto no chão ou mesmo cozinhar (ele era cozinheiro do mosteiro).

## Citações
"Não devemos nos cansar de fazer pequenas coisas pelo amor de Deus, que não se importa com a grandeza do trabalho, mas com o amor com que é realizado." (Irmão Lourenço)